# Малая Малиновка (Узденский район)
Малая Малиновка (бел. Мала́я Малі́наўка) — посёлок в Узденском районе Минской области Республики Беларусь. В составе Хотлянского сельсовета.

## География
Расстояние до Узды 35 км.

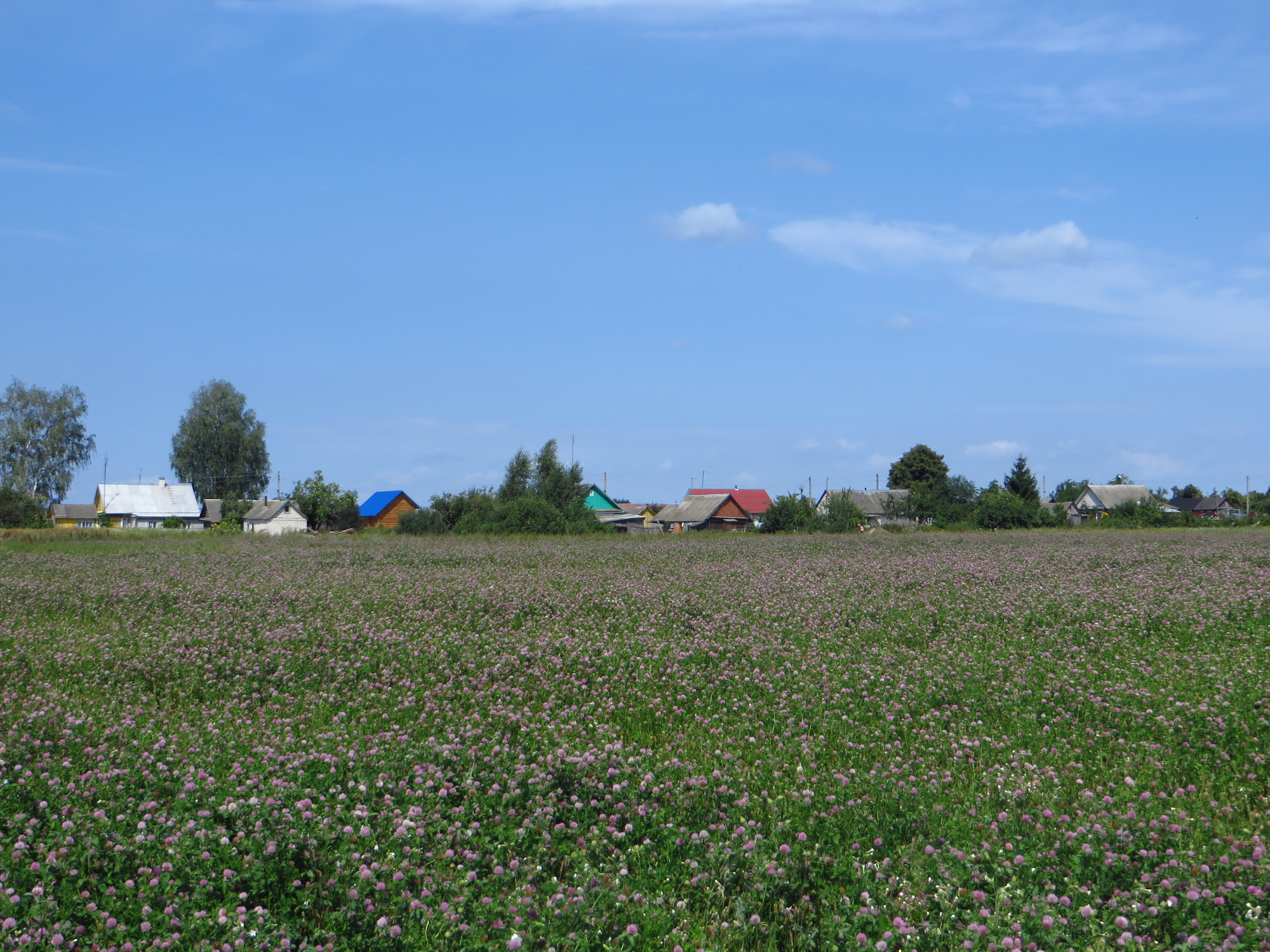

Ближайшие населённые пункты Победа, Чирвоная Нива и др.

## Население

### Численность
- 2019 год — 6 человек (перепись населения)

### Динамика
- 2009 год — 12 человек (перепись населения)[2]
- 2019 год — 6 человек (перепись населения)